# Josip Lenarčič
Josip Lenarčič, slovenski veleposestnik, politik in industrialec,* 22. februar 1856, Vrhnika, Avstrijsko cesarstvo, 26. maj 1939, Vrhnika, Kraljevina Jugoslavija.

## Življenjepis
Josip Lenarčič se  je rodil 22. februarja 1856 na Vrhniki. Obiskoval je realko v Ljubljani (1866–72) in nato tehniko oziroma poljedelsko visoko šolo na Dunaju, kjer je  leta 1877 diplomiral. Po očetovi smrti  je prevzel  gospodarstvo na Vrhniki in postal tudi lastnik Kotnikove opekarne. Kmalu se je uveljavil v gospodarskem in političnem življenju Vrhnike. Leta 1880 je postal vrhniški občinski svetnik, 1882 je bil soustanovitelj  vrhniške posojilnice in Kmetske posojilnice za  okolico Ljubljane. Od leta 1879 je bil član Kmetijske družbe in od 1896 član ljubljanske trgovske in obrtne zbornice, ki ji je tudi predsedoval v letih 1903−1911.  Leta 1908  je kupil steklarno  v Josipdolu na Pohorju. A jo je že  1909  zaprl, saj je bila proizvodnja v njej predraga. To je bila zadnja pohorska glažuta, Lenarčič pa investiral v tamkajšnji kamnolom in prebivalcem  Josipdola je poslej zaslužek prinašala obdelava tonalita.
Njegov sin Milan Lenarčič je kasneje dal zgraditi gozdno železnico Brezno - Josipdol, ki je kamnite kocke, robnike in druge izdelke prevažala do naselja Podvelka v Dravski dolini. Postaviti  je dal  tudi manjšo hidroelektrarno, ki je podnevi gnala stroje, ponoči pa osvetljevala bivalne prostore.
Od leta 1900 do 1918 je bil član Gozdarskega društva za Kranjsko in Primorsko ter bil po prevratu 1918 na občnem zboru dne 20. februarja 1919 izvoljen za predsednika društva. Na njegovo pobudo je bilo omenjeno društvo, pod njegovim predsedstvom na izrednem  zboru dne 4. maja 1922 v Mariboru, razpuščeno ter ustanovljena podružnica Jugoslovanskega gozdarskega združenja v Ljubljani, katere predsednik je postal in ostal do leta 1928. 
V letih 1926  do 1928  je bil tudi predsednik Jugoslovanskega gozdarskega združenja (J. Š. U.)  v Zagrebu in  bil dolgoletni podpredsednik. Kot član odseka za agrarno reformo in za promet, industrijo in trgovino je vodil anketo za pravično rešitev agrarne reforme in se zlasti zavzemal za zaščito privatnih gozdov.
V kranjskem deželnem zboru je Lenarčič zastopal okraje Postojna-Vrhnika-Lož kot pripadnik Narodne napredne stranke v letih 1891–901 in1908–12. V tem času je bil član številnih odborov in komisij: član upravnega (1891–901) in finančnega  (1908–12) odseka ter  poročevalec zlasti, v cestnih in vodovodnih zadevah. Bil je tudi član močvirskega odbora (1893), deželne  komisije za revizijo zemljiško-davčnega katastra na Vrhniki (1895), komasacijskega odseka (1899), odseka za kmetijske zadruge (1899) in član konzorcija za zgradbo vrhniške železnice (1897). 
Zavzemal je za ločitev vrhniške občine (1898), za učenje ruskega jezika (1899), proti konzumnim društvom in za produktivne zadruge (1899) ter očital programu krščanskih socialistov , da je revolucionaren (1897). Svojim delavcem je prepovedal vsako  javno  nasprotovanje proti svoji stranki.  Napisal je Misli o agrarnoj reformi u Sloveniji (Ljubljana, 1921),  v kateri  piše  da  za Slovenijo agrarna reforma ni potrebna  in Valutno vprašanje v  Jugoslaviji.
Umrl je 26. maja 1939 na svojem posestvu na Vrhniki.